# Moclips
Moclips és una concentració de població designada pel cens dels Estats Units a l'estat de Washington. Segons el cens del 2000 tenia 615 habitants.

## Demografia
Segons el cens del 2000, Moclips tenia 615 habitants, 273 habitatges, i 146 famílies. La densitat de població era de 73,1 habitants per km².
Dels 273 habitatges en un 17,2% hi vivien nens de menys de 18 anys, en un 36,6% hi vivien parelles casades, en un 11,4% dones solteres, i en un 46,5% no eren unitats familiars. En el 36,6% dels habitatges hi vivien persones soles l'11,4% de les quals corresponia a persones de 65 anys o més que vivien soles. El nombre mitjà de persones vivint en cada habitatge era de 2,25 i el nombre mitjà de persones que vivien en cada família era de 2,9.
Per edats la població es repartia de la següent manera: un 21% tenia menys de 18 anys, un 6,5% entre 18 i 24, un 25% entre 25 i 44, un 31,9% de 45 a 60 i un 15,6% 65 anys o més.
L'edat mediana era de 44 anys. Per cada 100 dones de 18 o més anys hi havia 106,8 homes.
La renda mediana per habitatge era de 27.500 $ i la renda mediana per família de 32.045 $. Els homes tenien una renda mediana de 31.250 $ mentre que les dones 21.250 $. La renda per capita de la població era de 17.411 $. Aproximadament el 8,1% de les famílies i el 9,5% de la població estaven per davall del llindar de pobresa.

## Poblacions més properes
El següent diagrama mostra les poblacions més properes.